# Bureau à cloisons

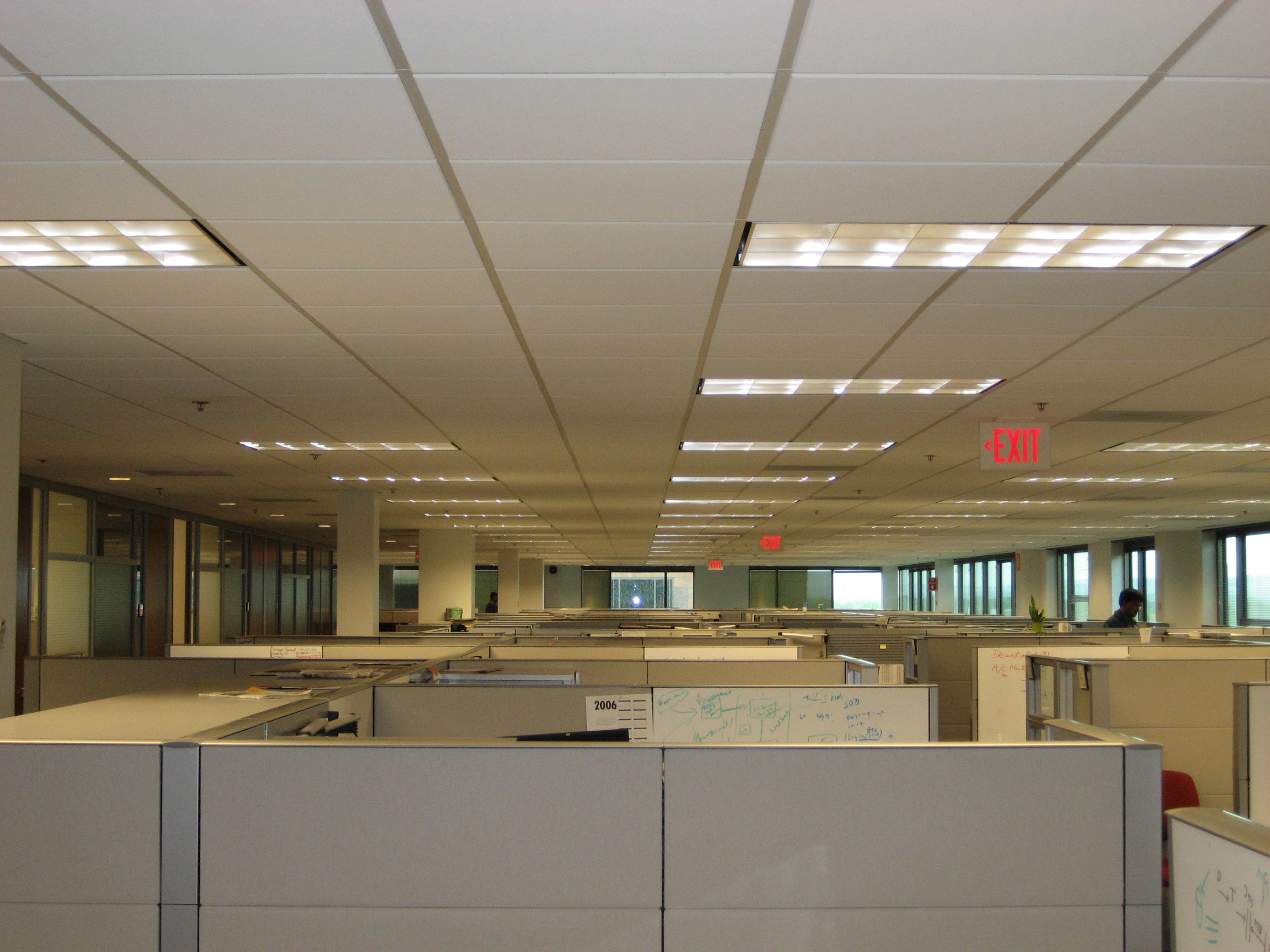
Bureau à cloisons.

Un bureau à cloisons ou poste de travail modulaire (l'anglicisme cubicle est parfois aussi utilisé, et on utilise également parfois le néologisme cubicule) est une petite aire de travail de bureau, fermée sur deux ou trois côtés par des cloisons. Celles-ci sont souvent amovibles et d'une hauteur d'environ 1,50 mètre qui permet de s'isoler lorsqu'on s'assoit mais d'avoir une vue d'ensemble une fois debout. Plusieurs « cubicules » étant ainsi placés dans une vaste pièce, permettent à leurs occupants de travailler ainsi dans un calme relatif, tout en restant en contact permanent avec leurs collègues de travail.
On dit que sur son lit de mort, l’inventeur du bureau à cloisons, Robert Propst, a renié sa création dont le succès avait dépassé ses attentes. Il avait souhaité créer un espace de travail adapté aux besoins des travailleurs, mais les lois du marché ont transformé son « Action Office » en boîte à sardine.

## Bureaux à cloisons dans la fiction
- La bande dessinée Dilbert
- Le film 35 heures, c'est déjà trop
- Le film Tron
- Le début du film Matrix
- Le film Playtime de Jacques Tati